# 烏貝拉巴鱷屬
烏貝拉巴鱷屬（學名：Uberabasuchus）是種已滅絕鱷形超目，生存於白堊紀晚期。
烏貝拉巴鱷的身長約2.5公尺，有高的頭顱骨，類似西貝鱷類；但烏貝拉巴鱷的牙齒橫剖面呈圓形，不同於西貝鱷類。根據其牙齒形狀，烏貝拉巴鱷捕捉獵物時是用嘴部產生強力的咬合力，而非採取撕咬裂物肉體、咬斷獵物血管的方式；洛馬鱷與佩羅鱷野有類似的牙齒特徵。根據其身體結構特徵、所處的地層地質，顯示烏貝拉巴鱷生存於乾燥的氣候環境，應該是種陸棲鱷類。